# Heritage of the Desert
Heritage of the Desert (bra: A Herança das Estepes) é um filme faroeste dos Estados Unidos de 1932 dirigido por Henry Hathaway, estrelado por Randolph Scott e Sally Blane.

## Sinopse
Baseado no romance Heritage of the Desert de Zane Grey, o filme conta a história de um fazendeiro, cuja propagação inclui a única maneira de sair o vale, onde um bandido está escondendo um enorme rebando de gado roubado. Quando o bandido decide desafiar a alegação do fazendeiro para a terra, o fazendeiro fica um passo à frente dele e contrata um agrimensor para remapear e confirmar as linhas de sua propriedade.

## Elenco
- Randolph Scott ... Jack Hare
- Sally Blane ... Judy
- J. Farrell MacDonald ... Adam Naab
- David Landau ... Judson "Judd" Holderness
- Gordon Westcott ... Snap Naab
- Guinn 'Big Boy' Williams ... Lefty
- Vince Barnett ... Windy